# Юрий Давыдович
Юрий Давыдович (ум. 1237?) — муромский князь (1228—1237), сын Давыда Юрьевича.
Старший брат Юрия Святослав, участник похода на волжских болгар в 1220 году, умер раньше отца, и Юрий наследовал муромское княжение в 1228 году.
В 1229 и 1232 годах Юрий участвовал в походах великого князя Владимирского Юрия Всеволодовича на мордву.
Осенью 1237 года, когда монголы подступили к южным границам Рязанского княжества, муромские князья совместно с рязанскими вышли на битву на реку Воронеж. «Повесть о разорении Рязани Батыем» ошибочно называет муромского князя Давыдом Ингваревичем, братом рязанских князей.
Войтович Л. В. считал Юрия и его двоюродного брата князя-изгоя Олега Юрьевича, участника похода на волжских болгар в 1220 году, погибшими в битве на Воронеже, хотя в источниках информации об этом нет. Муромское княжество было разорено следующей зимой, 1238/39 гг., столица сожжена.

## Семья
Сведений о жене Юрия не сохранилось.
- Сын — Ярослав Юрьевич (ум. после 1248) — князь муромский с 1237 года.